# قصه‌هایی از واترشیپ دون
قصه‌هایی از واترشیپ دون (انگلیسی: Tales from Watership Down) مجموعه‌ای از ۱۹ داستان کوتاه از ریچارد آدامز است که در سال ۱۹۹۶ به عنوان دنباله رمان بسیار موفق آدامز در سال ۱۹۷۲ دربارهٔ خرگوش‌ها به نام واترشیپ دون منتشر شد. این شامل تعدادی داستان کوتاه از اساطیر خرگوش به‌دنبال چندین فصل شامل بسیاری از شخصیت‌های معرفی شده در کتاب قبلی است. مانند نسخه قبلی خود، قصه‌هایی از واترشیپ دون دارای کتیبه‌هایی در ابتدای هر فصل و یک واژه‌نامه لاپین است.

## بررسی اجمالی
داستان‌هایی از واترشیپ دون در سه بخش است: قسمت اول شامل پنج داستان سنتی الاحرایره و دو داستان مدرن دیگر برای خرگوش است، قسمت دوم شامل چهار قسمت است که حوادثی را که برای الاحرایره و ربسکوتل در بازگشت از بازدید از خرگوش سیاه رخ داده‌است، بازگو می‌کند. اینله و فصل سوم شامل هشت فصل است که به جنگ‌های واترشیپ دون در ماه‌های پس از وقایع کتاب اصلی می‌پردازد.
پنج شخصیت جدید معرفی می‌شوند: فلایریت، یک گوزن که تهدید می‌کند، ثبات واترشیپ دون را تضعیف کند. ساندورت، یک جوان بی‌احترام که در نهایت راه خود را تغییر می‌دهد. کلتسفوت، یک افسرده که فایور با او دوست می‌شود. استونکراپ، خرگوش کلبه‌ای فراری و نیریم، گوزن افرافان با پای زخمی. اگرچه بسیاری از شخصیت‌های واترشیپ دون نقش خود را حفظ می‌کنند، هایزن‌تلی، یک گوزن، به همراه جفتش، هیزل، به مقام خرگوش ارشد می‌رسد.

## اهمیت ادبی و استقبال
یکی از منتقدان نیویورک تایمز نوشت که در حالی که این یک «قطعه همراه با دلسوزی» برای واترشیپ دون بود، «به عنوان یک جلد مستقل کمی از هم گسسته بود». این کتاب، توسط منتقد دیگری در سلان مورد ستایش قرار گرفت و نوشت: «احساسات ناب و ناآشنا که در «داستان سه گاو» و در داستان غم‌انگیز «حفره در آسمان» - فقط دو تا از داستان‌های اینجا - برانگیخته شده‌است. مدتی پس از پایان خواندن آن‌ها.»